# Шон О'Меллі
Шон О'Меллі (англ. Sean O'Malley ; нар. 24 жовтня 1994, Хелена, Монтана) — американський боєць змішаних бойових мистецтв. Виступає під егідою UFC у найлегшій ваговій категорії.
Станом на 2018 рік посідає 66-те місце у рейтингу найсильніших, за версією ММА.

## Ранні роки
Шон О'Меллі народився 24 жовтня 1994 року в місті Хелена, штат Монтана. Майбутній боєць змішаних єдиноборств за наполяганням батьків вступив до Середньої школи міста Хелена, Штат Монтана, США. У 2015 році молода людина починає ходити до секції з вільної боротьби. Незважаючи на те, що він не мав жодних спортивних звань, ні аматорських, ні професійних, UFC запропонувала бійцю, який подає надії, підписати контракт. Сталося це після того, як він на аматорських змаганнях здобув п'ять перемог нокаутом.

## Кар'єра в UFC
Як зізнається сам О'Меллі, він довго мріяв потрапити на професійну арену. І після того, як був повалений Альфред Кашакян, мрії перетворилися на реальність. Представники UFC підписали контракт із молодим бійцем.

### Бій з Терріоном Воре
Дебютний бій відбувся в рамках турніру The Ultimate Fighter 26. Той поєдинок був визнаний боєм вечора. Шон вразив своїм офіційним дебютом не лише глядачів, а й суддів, зруйнувавши жорстокого Терріона Воре у 2017 році.
Воре розпочав бій серією ударів по низу. Здавалося, що Шон О'Меллі пропускає все, що може. Але це був тактичний хід бійця-початківця. Незабаром Шон примудрився завдати серії ударів у корпус Терріону. Шон О'Меллі схилив чашу терезів довіри суддівської бригади у свій бік, коли в третьому, останньому раунді, намагався бити суперника з усіх боків, позначивши цим активність більшу, ніж Терріон.
Після того бою, в інтерв'ю журналістам видання новин MMAjunkie він сказав, що був зобов'язаний показати і глядачам, і суддям свою хоробрість.
Непереможний О'Меллі своєю дебютною перемогою привернув увагу UFC.
В інтерв'ю журналістам спортсмен повідомив, що на той момент він не відчував додаткового тягаря відповідальності, як багатьом здавалося. Не було нервів та страху. Була тільки думка, чому після таких нищівних ударів Терріон продовжував стояти на ногах, і не бажав падати.

### Бій з Марлоном Віра
15 серпня 2020 року О'Меллі отримав співголовний бій вечора на UFC 252 проти досвідченого еквадорця Марлона Вера з ТОП-15 легкої ваги UFC. У першому раунді бою О'Меллі оступився і підвернув ногу, отримавши травму, через яку не міг нормально пересуватися по октагону. У результаті бій перейшов на землю, де Вера завдав кілька ударів, після чого суддя вирішив зупинити бій. У результаті О'Меллі було присуджено поразку технічним нокаутом у першому раунді. Це стало першою поразкою в кар'єрі О'Меллі.

## Особисте життя
О'Меллі є великим шанувальником Нейта Діаса. Також він любить комп'ютерні ігри, зокрема Fortnite. 6 червня 2018 року О'Меллі приєднався до кіберспортивної організації OpTic Gaming. Раніше був вегетаріанцем.

## Титули та досягнення

### Ultimate Fighting Championship
- Володар премії «Найкращий бій вечора» (один раз) проти Андре Сухамтата
- Володар премії «Виступ вечора» (двічі) проти Хосе Альберто Кіньонеса, Едді Уайнленда

## Статистика у змішаних єдиноборствах
| Професійна кар'єра бійця |            |           |
| Боїв 20                  | Перемог 18 | Поразок 1 |
| Нокаут                   | 12         | 1         |
| Здача                    | 1          | 0         |
| Рішення суддів           | 5          | 0         |
| Не відбулись             | 1          | 1         |

| Результат   | Рекорд   | Суперник               | Спосіб                                  | Турнір                                            | Дата             | Раунд | Час  | Місце                                | Примітки                                                         |
| ----------- | -------- | ---------------------- | --------------------------------------- | ------------------------------------------------- | ---------------- | ----- | ---- | ------------------------------------ | ---------------------------------------------------------------- |
| Перемога    | 18-1 (1) | Марлон Вера            | Одноголосне рішення                     | UFC 299                                           | 9 березня 2024   | 5     | 5:00 | Маямі, Флорида, США                  | Захистив титул чемпіона UFC у легшій вазі. «Виступ вечора».      |
| Перемога    | 17-1 (1) | Алджамейн Стерлінг     | Технічний нокаут                        | UFC 292                                           | 19 серпня 2023   | 2     | 0:51 | Бостон, Массачусетс, США             | Виграв чемпіонат UFC у легшій вазі. «Виступ вечора».             |
| Перемога    | 16-1 (1) | Петро Ян               | Розділене рішення                       | UFC 280                                           | 22 жовтня 2022   | 3     | 5:00 | Абу-Дабі, Об'єднані Арабські Емірати | «Бій вечора».                                                    |
| Не відбувся | 15-1 (1) | Педро Муньос           | Не відбувся (випадкове попадання в око) | UFC 276                                           | 2 липня 2022     | 2     | 1:51 | Лас-Вегас, Невада, США               | Через випадкове попадання в око Муньос не зміг продовжувати бій. |
| Перемога    | 15-1     | Рауліан Паїва          | Технічний нокаут                        | UFC 269                                           | 11 грудня 2021   | 1     | 4:42 | Лас-Вегас, Невада, США               | «Виступ вечора».                                                 |
| Перемога    | 14-1     | Кріс Моутінью          | Технічний нокаут                        | UFC 264                                           | 10 липня 2021    | 3     | 4:33 | Лас-Вегас, Невада, США               | «Виступ вечора».                                                 |
| Перемога    | 13-1     | Томас Алмейда          | Нокаут (удар)                           | UFC 260                                           | 27 березня 2021  | 3     | 3:52 | Лас-Вегас, Невада, США               | «Виступ вечора».                                                 |
| Поразка     | 12-1     | Марлон Вера            | Технічний нокаут (удари)                | UFC 252                                           | 16 серпня 2020   | 1     | 4:40 | Лас-Вегас, Невада, США               |                                                                  |
| Перемога    | 12-0     | Едді Вайнленд          | Нокаут (удар)                           | UFC 250                                           | 6 червня 2020    | 1     | 1:54 | Лас-Вегас, Невада, США               | «Виступ вечора».                                                 |
| Перемога    | 11-0     | Хосе Альберто Кіньонес | Технічний нокаут (удари)                | UFC 248                                           | 7 березня 2020   | 1     | 2:02 | Лас-Вегас, Невада, США               | «Виступ вечора».                                                 |
| Перемога    | 10-0     | Андре Сухамтат         | Одноголосне рішення                     | UFC 222                                           | 3 березня 2018   | 3     | 5:00 | Лас-Вегас, Невада, США               | «Найкращий бій вечора».                                          |
| Перемога    | 9-0      | Тірріон Вейр           | Одноголосне рішення                     | The Ultimate Fighter: A New World Champion Finale | 1 грудня 2017    | 3     | 5:00 | Лас-Вегас, Невада, США               |                                                                  |
| Перемога    | 8-0      | Альфред Хашакян        | Нокаут (удар)                           | Dana White's Contender Series 2                   | 18 липня 2017    | 1     | 4:14 | Лас-Вегас, Невада, США               |                                                                  |
| Перемога    | 7-0      | Девід Наззо            | Нокаут (удар ногою на думку)            | LFA 11                                            | 5 травня 2017    | 1     | 2:15 | Фінікс, Аризона, Японія              |                                                                  |
| Перемога    | 6-0      | Ірвін Велоз            | Нокаут (удар)                           | EB: Beatdown 20                                   | 18 березня 2017  | 1     | 2:34 | Нью-Таун, Північна Дакота, США       |                                                                  |
| Перемога    | 5-0      | Тайсен Лінн            | Нокаут (удар ногою на думку)            | Intense Championship Fighting 26                  | 21 жовтня 2016   | 2     | 2:57 | Грейт-Фолс, Монтана, США             | Повернення до найлегшої ваги.                                    |
| Перемога    | 4-0      | Марк Коутс             | Одноголосне рішення                     | Intense Championship Fighting 23                  | 7 листопада 2015 | 3     | 5:00 | Хелена, Монтана, США                 | Дебют у найлегшій вазі.                                          |
| Перемога    | 3-0      | Омар Авелар            | Задушливий прийом (ззаду)               | Intense Championship Fighting 20                  | 21 серпня 2015   | 1     | 2:55 | Грейт-Фолс, Монтана, США             |                                                                  |
| Перемога    | 2-0      | Шейн Сарджент          | Нокаут (удар)                           | Intense Championship Fighting 19                  | 3 липня 2015     | 1     | 2:03 | Що, Монтана, США                     |                                                                  |
| Перемога    | 1-0      | Джош Рейєс             | Технічний нокаут (удари)                | Intense Championship Fighting 17                  | 6 березня 2015   | 1     | 1:33 | Грейт-Фолс, Монтана, США             |                                                                  |